# Karel III van Napels
Karel III van Napels ook gekend als  Karel II van Hongarije, Karel van Durazzo en bijgenaamd de Korte (Napels, circa 1345 - Visegrád, 24 februari 1386) was van 1382 tot aan zijn dood koning van Napels en van 1385 tot aan zijn dood koning van Hongarije. Hij behoorde tot het huis Anjou-Sicilië. Vanaf 1383 was hij vorst van Achaea en titelvoerend koning van Jeruzalem.

## Levensloop
Karel was de enige zoon van Lodewijk van Durazzo en
Margaretha van Sanseverino. Zijn vader was via vaderskant de kleinzoon van koning Karel II van Napels. In 1360 kwam zijn vader in opstand tegen zijn nicht en koningin Johanna I van Napels, maar hij werd verslagen. Vervolgens werd Lodewijk gevangengezet en moest hij Karel als gijzelaar naar het hof van Johanna I sturen. 
Na de dood van Karels vader in 1362 besliste koning Lodewijk I van Hongarije, die geen mannelijke nakomelingen had, om Karel uit te nodigen naar Hongarije, waar Karel in 1364 of 1365 arriveerde. In 1371 werd Karel door Lodewijk aangesteld als gouverneur en titelvoerend hertog van Slavonië, Kroatië en Dalmatië. 
Lodewijk wilde Karel uithuwelijken aan Anna, dochter van keizer Karel IV van het Heilige Roomse Rijk. De huwelijksplannen mislukten echter omdat de relaties tussen Lodewijk en Karel IV verslechterden. Vervolgens wilde Lodewijk Karel uithuwelijken aan zijn nicht Margaretha van Durazzo, maar koningin Johanna I van Napels was tegen huwelijk. Paus Urbanus V gaf uiteindelijk op 15 juni 1369 de pauselijke toestemming die nodig was om het huwelijk mogelijk te maken. Op 24 april 1370 vond het huwelijk tussen Karel en Margaretha plaats in de stad Napels.
Johanna I van Napels erkende in 1378 tegenpaus Clemens VII als wettige paus tegenover paus Urbanus VI, waardoor het tot een conflict kwam tussen Johanna en Urbanus VI. Uiteindelijk werd Johanna door de paus geëxcommuniceerd. Ook zette hij als leenheer van Napels Johanna af als koningin ten voordele van Karel. Toen Karel dit te weten kwam, marcheerde hij met een Kroatisch leger naar het koninkrijk Napels. Hij versloeg de troepen van Johanna's echtgenoot Otto van Brunswijk-Grubenhagen, veroverde Napels en belegerde het Castel dell'Ovo waar Johanna zich bevond. Nadat Otto er niet in was geslaagd om Johanna te bevrijden, werd ze gevangengenomen en opgesloten in San Fele. Toen Johanna's geadopteerde erfgenaam Lodewijk I van Anjou dit te weten kwam, stuurde hij een militaire expeditie om Napels te veroveren en Johanna als koningin te herstellen. Als reactie liet Karel Johanna wurgen, zodat hij de troon van Napels kon bestijgen.
Toen de expeditie van Lodewijk van Anjou in het koninkrijk Napels arriveerde, slaagde Karel erin om via guerrillatactieken te vermijden dat Lodewijk de stad Napels zou kunnen veroveren. Lodewijk kreeg vervolgens bijstand van het leger van koning Karel VI van Frankrijk onder leiding van heer Engelram VII van Coucy, maar nog voor dit leger iets kon doen stierf Lodewijk in september 1384 plots. Hierdoor bleef Karel alsnog koning van Napels. Omdat paus Urbanus VI ervan overtuigd was dat Karel een complot tegen hem voerde, werd hij echter in januari 1385 geëxcommuniceerd en werd Napels onder interdict geplaatst. Na de dood van Jacob van Baux was hij in 1383 eveneens vorst van Achaje geworden. 
Intussen was in 1382 koning Lodewijk I van Hongarije gestorven, waarna zijn dochter Maria de Hongaarse troon besteeg. Een groot deel van de Hongaarse adel vond dat Maria als vrouw niet op de Hongaarse troon hoorde en steunden Karel als troonpretendent. Zonder veel moeilijkheden slaagde Karel erin om Maria in december 1385 van de troon te stoten, waarna hij koning van Hongarije werd. Maria's moeder Elisabeth van Bosnië gaf echter de opdracht om Karel te vermoorden en tijdens een bezoek aan Maria en Elisabeth werd Karel op 7 februari 1386 aangevallen en zwaar verwond aan zijn hoofd. Op 24 februari 1386 bezweek hij in Visegrád aan zijn verwondingen, waarna hij zonder religieuze ceremonie in deze stad werd begraven. Na zijn dood werd Maria hersteld als koningin van Hongarije.

## Nakomelingen
Uit het huwelijk van Karel met Margaretha van Durazzo werden drie kinderen geboren:
- Maria (1369-1371)
- Johanna II (1373-1435), koningin van Napels
- Ladislaus (1377-1414), koning van Napels